# Usmjerivač
Usmjerivač ili usmjernik (engl. router) je uređaj koji usmjerava podatkovne pakete na njihovom putu kroz računalnu mrežu pri čemu se taj proces odvija na mrežnom sloju OSI modela.
Usmjerivači su u osnovi namjenska računala. Danas najčešće govorimo o usmjerivačima u IP mrežama, jer je njihova najveća primjena upravo za potrebe najveće računalne mreže danas - Interneta. Osnovni zadatak koji usmjerivači obavljaju je da za svaki paket koji pristigne na neko od mrežnih sučelja na usmjerivaču provjere odredišnu IP adresu, u svojoj tablici usmjeravanja pronađu gdje treba preusmjeriti taj paket te ga onda proslijede na odgovarajuće sučelje.
Usmjerivači međusobno razmjenjuju informacije o tome gdje se pojedine IP adrese ili cijele IP mreže nalaze putem specifičnih usmjerivačkih protokola. Iako je osnovna funkcionalnost usmjerivača prilično jednostavna u praksi je njihov zadatak prilično složen, te je zbog složene konstrukcije, specifičnog operacijskog sustava i softvera koje usmjerivači koriste njihova konstrukcija često kompleksna i cijena visoka.
Važno je napomenuti da svako računalo spojeno na računalnu mrežu mora znati obaviti osnovnu funkcionalnost usmjeravanja, iako zbog činjenice da primjerice osobna računala imaju samo jedno mrežno sučelje taj zadatak nije isuviše kompliciran. Ipak, postupak je u osnovi isti: osobno računalo dakle zna primiti paket s odredišnom adresom tog računala, te zna proslijediti pakete koje to računalo šalje natrag prema mreži, najčešće prema najbližem susjednom usmjerivaču.

## Povijest razvoja
Pojavom prvih računarskih sustava tijekom 1950-tih započelo se s umrežavanjem prvo daljinskih upravljačih uređaja i terminal preko telekomunikacijskih linija (modema). Stvaranjem lokalnih računarskih mreža krajem 1950-tih, pojavila te potreba umrežavanjem zemljopisno rasprostranjenih lokalnih računalnih mreža, bilo radi dijeljena informacija, kao i zbog boljeg iskorištavanja računarskih sustava. Da bi se zadovoljile ove potrebe, razvijena je hierarhijska struktura i sistema adresiranja s kojim je bilo moguće numerirati svaki čvor na nekoj mreži, dok je razmjena podataka bila je izvršavana preko unaprijed dogovorenih protokola. Kao dio ovog hierarhijskog sustava umreživanja, postojala je funkcija u kojem bi spojnica između dviju računarskih mreža koja je izvršavala zadatak slanja podataka na ciljani čvor, i isto tako sadržava neku vrstu funkcijskog adresara ili leksikona svih svih priključenih čvorova na mreži kao način kako doseći taj čvor u cjelokupnoj mreži. Za ovu zadaću nisu postojali namjenski strojevi i ovu zadaću su prvo obavljali višenamjesnki strojevi koji je imao poseban program koji je vršio funkcije usmjeravanja, no kasnije ovu zadaću preuzeo je namjenski stroj. Prvi namjesnki usmjerivači pojavili su se tijekom 1960-tih oko koncepta za razvijanje nove računarske mreže ARPANET. Usmjerivači su tada imali ime eng. Interface Message Processor ili skraćeno (IMP) hrv. Sučelni procesor za poruke. Ideja oko razvijanja IMPa nastala iz jednog od niza radnih sastanka ARPANET Design Session koje je organizirala ARPA (sada DARPA). Sugestiju za razvoj IMPa dao je Wesley Clark u sastanku koji je bio održan tijekom travnja 1967. godine u kojem je objasnio koncept.  Na iznesene osnovne ideje radna grupa uz pokroviteljstvo ARPAe predala je koncept krajem 1967. godine Stanford Research Institute (SRI) za daljnje razvijanje detaljnih specifikacija. Kada je SRI je završila sa svojim radom na specifikacijama rane 1968. godine, ubrzo je raspisan natječaj za izgradnju novih uređaja u srpnju 1967. godine. U prosincu 1967. dodijeljen je ugovor za proizvodnju pod ugovorom konsultantskoj tvrtci Bolt Beranek and Newman (BBN)
Tijekom 1970-tih mnoge tvrtke su prodavale svoje sustave za umreživanje koje su bile uglavnom zatvorenog tipa, što je kompliciralo umreživanje sustava različitih proizvođača. Pojavom IP kao mrežnog standarda tijekom 1980-tih dovelo je do revolucije u razvoju usmjerivača kroz pionirski project kojeg je predvodio William Yeager na Sveučilištu Stanford. Tijekom 1980. godine Yeager je razvio posebni mrežni operacijski sustav i prateću sustavnu programsku podršku na računalu DEC PDP11/05. Ovim je rayvijen prvi multiprotokolarni usmjerivač. Njegov rad omogućio je stvaranje nove industrije, i kasnije je omogućilo je brži razvoj i širenje Interneta krajem 1980-tih i ranih 1990-tih.

## Način rada
Usmjerivači rade u mrežnom sloju OSI referentni model dok je osnovna jedinica s kojom usmjerivači rade jesu paketi. Usmjerivači posjeduju podatke u svojojm memoriji o sastavu mreže u smislu hijerarhijske adresne strukture, i kako se može doći do dijelova mreže. Rabeći jedan od usmjerivačkih protokola, usmjerivači unutar neke široke mreže, razmjenjivaju podatke o dostupnim spojnicama na nekoj široj mreži, a u najjednostavnijem obliku usmjerivačima su zadate fiskne zadaće gdje se usmjeravaju paketi za pojedine mreže. Rad usmjerivača možemo prikazati sa sljedećim dijagramom. U ovom sistemu rabi se hijerarhijski sistem adresiranja koji se sastoji od dva slova, dok krajnja adresa jest broj. Mreža se sastoji od dva usmjerivača koji su spojeni preko mrežne spojnice 1.1, a svaki od usmjerivača ima jednu lokalnu mrežu prikljućeno na mrežnu spojnicu 1.2. Usmjerivači rabe jednostavni usmjerivački protokol preko kojeg razmjenjivaju podatke o mrežama koje su poznate na susjednom usmjerivaču. Svaki usmjerivač također ima posebni program i sklopovlje koje prima pakete s mrežnih spojnica, pretvara ih u pravilne električne impulse i šalje ih na pravo odredište koja je izabrana preko unutrašnje tablice. Ovo znači da na primjer ako jedan mrežni čvor recimo A.C.1 želi poslati podatke na odredišni mrežni čvor A.Č.1, tada će se dogoditi sljedeće:
- Usmjerivač 1 primiti taj paket na mrežnom sučelju 1.2
- Pregledom adrese odredišta, i tablice Usmjerivač 1 će taj paket poslati na mrežnom sučelju 1.1
- Usmjerivač 2 primit će paket od Usmjerivača 1 na svojoj mrežnoj spojnici 1.1 i na osnovu tablice prebaciti paket na mrežnom sučelju 1.2
- Usmjerivač 2 će odaslati paket na lokalnu mrežu A.Č.*

U složenijim mrežama koje su sastavljene od mnogostukih usmjerivača, gore opisani osnovni principi rada vrijede. U složenijim mrežama usmjerivački protokoli, tablice odluka i sposobnosti su mnogostruko složenije izrađeni nego u ovom jednostavnom modelu koji je ovdje prikazan. Zbog složenosti operacija koje moderni usmjerivači obavljaju, u novije vrijeme razvijene su nove apstrakcije i modeli upravljanja. Primerice, usmjerivači svoj rad obavljaju u dvije ravnine:
- Ravnina upravljanja
- Ravnina prosljeđivanja

U ravnini upravljanja, u usmjerivaču se održavaju tablice usmjerivanja paketa prema nekoj od mrežnih sučelja ovisno o odredišnoj adresi koja se nalazi u paketu prije nego što se pregledaju neke od unutrašnjih direktiva, statičnih odredišnih usmjeravanja, ili odredišnih usmjeravanja koje su prikupljene preko dinamičnih usmjerivačkih protokola. U ravnini upravljanja, usmjerivač izgrađiva tablice dvije tablice: RIB (eng. Routing Information Base - datoteka usmjeravanja) od statičnih i dinamičnih ruta, te FIB (eng. Forwarding Information Base - datoteka prosljeđivanja) tako što izvlači samo osnovne podatke iz RIBa. FIB se rabi u ravnini prosjeđivanja za donošenje odluka o prosljeđivanju paketa s jednog mrežnog sučelja na drugi.

## Ograničavanje signala sa sloja veze
Pošto usmjerivači rade na mrežnom odnosno trećem sloju OSI referetnog modela, usmjerivači apsktrakiraju odnosno skrivaju način rada sloja veze odnosno fizičih mreža i protokola koji oni rabe od ostalih mreža koje one čine dio. Ovim usmjerivači postaju kao neka vrsta graničara za sloj veze tako što stvaraju prepreke u širenju signala koje se rabe u lokalnoj mreži. Ovim usmjerivači ograničavaju domene odašiljanja (eng. broadcast domain).

## Sigurnost
Budući da se usmjerivači bave paketima, tj. mogu manipulirati sadržajem paketa, mogu skrivati prave adrese svojih lokalnih mreža ili mreža na koje se one priključuju. Ovim je moguće rabiti iste adrese na lokalnim mrežama i prema vani predstavljati samo jednu adresu. Ova sposobnost je jako važna za rad Interneta, jer s tim se moguće imati veliki broj korisnika priključeno na mrežni protokol koji nije u sposobnosti podržavati veliki broj unikatnih adresa.
Kroz usmjerivače također je moguće uvesti i neke posebne sigurnosne mjere kao filtiranje ovisno o adresi i protokolu, kao i mnoge druge sigurnosne mjere. Broj i raznovrsnost sposobnosti nekog usmjerivača ovise o programskoj podršci koja je dio nekog mrežnog operacijskog sustava usmjerivača ili sistemskih programa nekog usmjerivača. Na primjer na usmjerivaču je moguće definirati Virtuane tajne mreže (eng. VPN), ili je moguće igrađivati različite tunelne protokole GRE. U izgrađivanju ovih VPN i GRE tunela, postoje opcije rabljenja različitih algoritama za širfirane podataka koje se prenose preko tih mreža pa je tako moguće izgrađivati sigrunije mreže preko nesigurnih komunikacijskih kanala. Mnogi usmjerivači sadrže i vatrozidne funkcije.

## Podjele po funkciji
Usmjerivači se dijele po funkciji koju obavljaju unutar neke zemljopisno rasprostranjene mreže:
- Jezgro
- Dioba
- Prilaz

## Vanjske poveznice
- CARNET Sistemac
- Časopis PC Chip  Arhivirana inačica izvorne stranice od 22. listopada 2010. (Wayback Machine) Škola umrežavanja: Bežični usmjernici i mrežni adapteri
- Tehnički fakultet u Rijeci  Arhivirana inačica izvorne stranice od 25. studenoga 2010. (Wayback Machine) Računalne mreže